# Shubara
Shubara (en georgiano: შუბარა) o Shvaara (en abjasio: Шваара) es una aldea que pertenece a la parcialmente reconocida República de Abjasia, parte del distrito de Sujumi, aunque de iure pertenece al municipio de Sojumi de la República Autónoma de Abjasia de Georgia.

## Geografía
Shubara se encuentra en el valle del río Gumista Occidental, a 25 km de Sujumi. La aldea se administra desde el pueblo de Guma.   

## Demografía
La evolución demográfica de Shubara entre 1959 y 1989 fue la siguiente:
| 27                                                  | 18 |
| (Fuente: Population of Abkhazia since Soviet times) |    |

Antes de la guerra de Abjasia, la mayoría de la población local eran georgianos.